# Yaroslav Kotlyarov
Yaroslav Kotlyarov (en ucraniano: Ярослав Ігорович Котляров) (Yenákiievo, Óblast de Donetsk, Ucrania, 19 de noviembre de 1997) es un futbolista ucraniano que juega en la posición de portero. Actualmente juega para el P. F. K. Metalurg Zaporizhia de la Persha Liha de Ucrania.
Kotlyarov fue formado en las categorías inferiores del Olimpik y en abril de 2014 fue promovido al equipo principal. Hizo su debut el 18 de mayo de 2014 en un partido contra el FC Avanhard Kramatorsk por la Primera Liga de Ucrania. En la temporada 2013-14 ganó la Primera Liga con Olimpik y consiguió el ascenso a la Liga Premier.